# Marienhøj Plantage
Marienhøj Plantage er en 400 ha stor skov beliggende lige nordvest for Hadsund. Midt i skoven, ud til Terndrupvej (en del af Sekundærrute 507), ligger en gyvel og enebærbevoksede hede Marienhøj Hede, hvor et areal på 20 hektar blev fredet i 1956.

## Eksterne kilder og henvisninger
- Om fredningen på Danmarks Naturfredningsforenings websted

56°43′46.85″N 10°4′57.42″Ø / 56.7296806°N 10.0826167°Ø